# Ningún escocés verdadero
«Ningún auténtico escocés» (No true Scotsman) es una frase acuñada por Antony Flew en su libro de 1975, Thinking About Thinking. Es una falacia no formal que intenta proteger una generalización universal de los contraejemplos, cambiando la definición de manera ad hoc para excluir el contraejemplo.  Se refiere a un argumento que toma la siguiente forma:
A: «Ningún escocés pone azúcar en la avena del desayuno».
B: «Pero a mi tío Angus, que es escocés, le gusta hacerlo».
A: «Ah, sí, pero ningún escocés auténtico pone azúcar en su avena».
Cuando se considera este argumento en el contexto de la lógica retórica, esto es una falacia si el predicado («poner azúcar en la avena») no es realmente contradictorio con la definición aceptada del sujeto («escocés»), o si la definición del sujeto se cambia tácitamente para que la contestación funcione.
Algunos elementos o acciones sí son contradictorios con el sujeto, y por lo tanto no son falacias. Un ejemplo de esto es «ningún auténtico vegetariano come carne», que no es falacia porque sigue la definición aceptada de vegetariano: comer carne, por definición, descalifica a alguien de ser vegetariano.
El término «escocés auténtico» se aplica frecuentemente en discusiones sobre la identificación con movimientos políticos y religiosos. Cuando el asunto en cuestión es subjetivo, frases como «ningún comunista auténtico apoyaría el alza de impuestos» podrían en realidad tratar de explicar un punto de vista particular, más que intentar redefinir los términos para vencer en la discusión.

## Origen
La introducción de este término se atribuye al filósofo británico Antony Flew, que en su libro de 1975 escribió:

Imagine a Hamish McDonald, un escocés, sentado con su Glasgow Morning Herald viendo un artículo acerca de cómo el 'Maniático sexual de Brighton ataca de nuevo'. Hamish se estremece y declara que «ningún escocés haría algo semejante». Al día siguiente se sienta a leer su «Glasgow Morning Herald» de nuevo y, esta vez, encuentra un artículo sobre un hombre de Aberdeen cuyas brutales acciones hacen que las del maniático sexual de Brighton parezcan casi caballerescas. Este hecho muestra que Hamish estaba equivocado en su opinión pero ¿lo admitirá? No es probable. Esta vez él dice: «Ningún escocés “verdadero” haría una cosa semejante».

## Uso en la política
Esta falacia se usa comúnmente en política para excluir o incluir adeptos a sus ideas. Se da en casos de nacionalismos, por ejemplo:

Todos los españoles son así

Antonio es español, pero no piensa así

Entonces Antonio no es un auténtico español.

Pero lo mismo es aplicable a cualquier ideología, por ejemplo:

Todos los socialistas pensamos así

Tú no piensas como nosotros

Entonces tú no eres un auténtico socialista.

Es una de las técnicas de manipulación de masas más usadas y efectivas. Su fuerza consiste en que quien quiere rebatirlo intenta descalificar la primera proposición, afirmando que es falsa: «no todos los españoles/socialistas piensan así», con lo que «demuestra» que él mismo no piensa así, y por tanto su oponente vuelve a esgrimir el mismo argumento pero de manera personal: 

A: Todos los españoles piensan así.
B: No, eso no es cierto.
A: Ah, entonces tú piensas que eso no es así. Luego tú no eres un español auténtico.

La manera correcta de enfrentarse a esta falacia no es negar la mayor, sino realizar afirmaciones contrarias a la conclusión que se pretende dar por verdadera.
Otra manera de contestar esta falacia, sería la siguiente:
Tienes razón al afirmar que no soy español, pero también yo tengo razón al creer que sí lo soy. Mientras creas que no soy español y yo crea que sí lo soy, ambos tenemos razón. Así como crees que no soy español porque no encajo en tu pensamientos haces bien, pero si yo creo que soy español y así encajo muy bien en los míos haré mejor.